# Villar de Cañas (kommunhuvudort)
Villar de Cañas är en kommunhuvudort i Spanien.   Den ligger i provinsen Provincia de Cuenca och regionen Kastilien-La Mancha, i den centrala delen av landet, 120 km sydost om huvudstaden Madrid. Villar de Cañas ligger 818 meter över havet och antalet invånare är 481.
Terrängen runt Villar de Cañas är platt. Runt Villar de Cañas är det mycket glesbefolkat, med 3 invånare per kvadratkilometer. Närmaste större samhälle är San Lorenzo de la Parrilla, 19,1 km öster om Villar de Cañas. Trakten runt Villar de Cañas består till största delen av jordbruksmark.